# 30418 Jakobsteiner
30418 Jakobsteiner è un asteroide della fascia principale. Scoperto nel 2000, presenta un'orbita caratterizzata da un semiasse maggiore pari a 2,6845932 UA e da un'eccentricità di 0,2143175, inclinata di 12,17223° rispetto all'eclittica.